# CloneCD
CloneCD ist ein Computerprogramm, das ursprünglich von Elaborate Bytes entworfen wurde und mittlerweile von dem Unternehmen SlySoft aus Antigua und Barbuda weiterentwickelt und vertrieben wird. Mit CloneCD war es früher möglich, nahezu jede auf dem Markt befindliche CD-ROM (ab Version 5 auch DVD-ROM) trotz Kopierschutzes zu kopieren. Aufgrund sehr langsamer und oft stagnierender Weiterentwicklung werden die meisten der heute für Software üblichen Kopierschutzverfahren inzwischen allerdings nicht mehr unterstützt. Seit Juni 2007 bietet das Unternehmen SlySoft mit Game Jackal ein aktiver betreutes Produkt an, das zwar einen anderen Ansatz (nämlich datenträgerfreie Nutzung) verfolgt, dennoch aber auf die Schonung kopiergeschützter Originaldatenträger abzielt.

## Weitere Einzelheiten
Das Reproduzieren und „Mitkopieren“ des Kopierschutzes wird durch den sogenannten Raw-Modus (für Rohdaten, siehe auch Rohdatenformat) von CD-Brennern ermöglicht, in dem nicht nur die (Nutz-)Daten, sondern die Rohdaten kopiert werden. Die Rohdaten enthalten beispielsweise Informationen über die logische Struktur einer CD oder DVD, insbesondere auch über Anfang und Ende von Tracks.
Ab Version 5 kopiert CloneCD auch DVDs, solange sie nicht mit dem bei Video-DVDs üblichen Content Scramble System (CSS) verschlüsselt sind. Mit CSS verschlüsselte DVDs lassen sich nur nach Einsatz eines speziellen Treibers wie AnyDVD oder DVD43 kopieren, deren Vertrieb und kommerzieller Gebrauch in den meisten EU-Staaten jedoch unzulässig ist. Handelt es sich bei der Kopiervorlage um eine zweilagige DVD (wie bei den meisten Video-DVDs), muss für die Kopie auch ein Double-Layer-Rohling verwendet werden. Um eine zweilagige Video-DVD auf einen einlagigen DVD-Rohling zu kopieren, sind spezielle Kopierprogramme wie CloneDVD oder Nero Recode erforderlich, die die Filmdaten transkodieren, d. h. auslesen, dekomprimieren, stärker komprimieren und auf den Rohling brennen.
CloneCD wurde bis Februar 2016 von dem auf Antigua und Barbuda ansässigen Unternehmen SlySoft entwickelt. Am 24. Februar 2016 gab Slysoft bekannt, die Entwicklung und den Vertrieb des Programms aus rechtlichen Gründen zu stoppen. Das Unternehmen befand sich viele Jahre lang im Rechtsstreit mit dem Lizenzverwalter AACS LA. Weiterhin hatte dieser Anfang Februar 2016 einen Antrag an das Office of the United States Trade Representative (USTR) gestellt, Antigua und Barbuda, dem Hauptsitz von Slysoft, auf die Copyright Priority Watch List zu setzen. Genaue Gründe für die Einstellung der Aktivitäten wurden von Slysoft jedoch nicht mitgeteilt.
Anschließend übernahm das (nach dem Programm-Logo von AnyDVD benannte) Unternehmen RedFox mit Sitz in Belize die Weiterentwicklung der Software. Seit März 2016 ist das Programm daher erneut in verschiedenen Nachfolgeversionen auf der RedFox-Seite verfügbar.

### Rechtliches
Die deutsche Musikindustrie – vertreten durch RA Waldorf in München – hat über die letzten Jahre immer wieder Betreiber von Webseiten abgemahnt, die einen Link zur CloneCD-Homepage auf ihrer Seite hatten. Selbst in eBay angebotene PC-Welt-Ausgaben mit auf der Heft-CD befindlichem CloneCD wurden abgemahnt. Die meisten Abgemahnten hatten immer gleich die Unterlassungserklärung unterschrieben. Diejenigen Abgemahnten, die eine Unterschrift verweigerten, wurden jedoch nie von der Musikindustrie zur Rechenschaft gezogen. Der Hersteller SlySoft ist der Überzeugung, dass CloneCD gar nicht gegen das deutsche Urheberrecht verstößt, denn es kann gar keinen Kopierschutz bei Musik-CDs umgehen und hatte zu diesem Thema auch ein Rechtsgutachten in Auftrag gegeben.